# Beire-le-Châtel
Pour les articles homonymes, voir Chatel.
Beire-le-Châtel est une commune française située dans le département de la Côte-d'Or, en région Bourgogne-Franche-Comté.

## Géographie
Beire-le-Châtel est traversée par deux Rivières : la Tille et la Neuve.

### Climat
Pour des articles plus généraux, voir Climat de la Bourgogne-Franche-Comté et Climat de la Côte-d'Or.
En 2010, le climat de la commune est de type climat océanique dégradé des plaines du Centre et du Nord, selon une étude du Centre national de la recherche scientifique s'appuyant sur une série de données couvrant la période 1971-2000. En 2020, Météo-France publie une typologie des climats de la France métropolitaine dans laquelle la commune est exposée à un climat océanique altéré et est dans la région climatique  Bourgogne, vallée de la Saône, caractérisée par un bon ensoleillement (1 900 h/an), un été chaud (18,5 °C), un air sec au printemps et en été et des vents faibles. 
Pour la période 1971-2000, la température annuelle moyenne est de 10,3 °C, avec une amplitude thermique annuelle de 17,3 °C. Le cumul annuel moyen de précipitations est de 830 mm, avec 11,8 jours de précipitations en janvier et 7,7 jours en juillet. Pour la période 1991-2020, la température moyenne annuelle observée sur la station météorologique de Météo-France la plus proche, « Dijon Toison », sur la commune de Dijon à 16 km à vol d'oiseau, est de 11,5 °C et le cumul annuel moyen de précipitations est de 771,8 mm,. Pour l'avenir, les paramètres climatiques de la commune estimés pour 2050 selon différents scénarios d'émission de gaz à effet de serre sont consultables sur un site dédié publié par Météo-France en novembre 2022.

## Urbanisme

### Typologie
Au 1er janvier 2024, Beire-le-Châtel est catégorisée commune rurale à habitat dispersé, selon la nouvelle grille communale de densité à 7 niveaux définie par l'Insee en 2022.
Elle est située hors unité urbaine. Par ailleurs la commune fait partie de l'aire d'attraction de Dijon, dont elle est une commune de la couronne,. Cette aire, qui regroupe 333 communes, est catégorisée dans les aires de 200 000 à moins de 700 000 habitants,.

### Occupation des sols
L'occupation des sols de la commune, telle qu'elle ressort de la base de données européenne d’occupation biophysique des sols Corine Land Cover (CLC), est marquée par l'importance des territoires agricoles (72,2 % en 2018), en diminution par rapport à 1990 (73,9 %). La répartition détaillée en 2018 est la suivante : terres arables (68,9 %), forêts (21,5 %), eaux continentales (3,3 %), zones urbanisées (3 %), zones agricoles hétérogènes (2,4 %), prairies (0,9 %). L'évolution de l’occupation des sols de la commune et de ses infrastructures peut être observée sur les différentes représentations cartographiques du territoire : la carte de Cassini (XVIIIe siècle), la carte d'état-major (1820-1866) et les cartes ou photos aériennes de l'IGN pour la période actuelle (1950 à aujourd'hui).

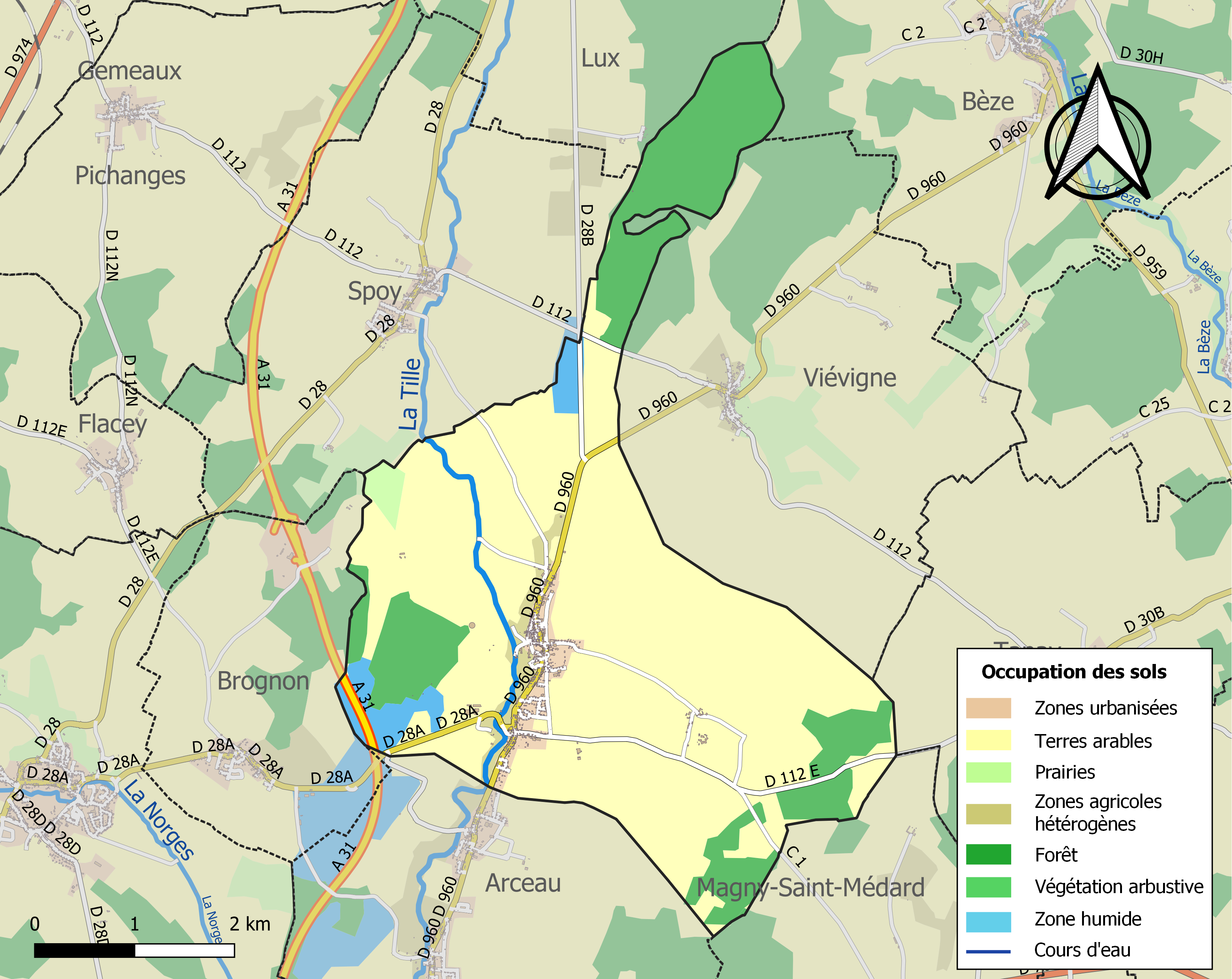
Carte des infrastructures et de l'occupation des sols de la commune en 2018 (CLC).

## Toponymie
Attestée sous la forme Beria en 630 et en 1133.

Du bas latin beria, de Beire d'origine gauloise qui signifie « plaine ». Beire-le-Châtel se situe en effet dans une plaine.

Et de Châtel pour le château construit par la famille de Boissieu qui s'est rendue propriétaire de la quasi-totalité de la commune.
Au cours de la période révolutionnaire de la Convention nationale (1792-1795), la commune a porté le nom de Beire-le-Grand.

## Histoire
Il existe une histoire de Beire écrite par un abbé à la fin du XIXe siècle
(XIIIe siècle ; XVe siècle ; XVIIe siècle ; XIXe siècle).

## Politique et administration

### Liste des maires
| Période                                  | Période           | Identité                     | Étiquette | Qualité     |
| ---------------------------------------- | ----------------- | ---------------------------- | --------- | ----------- |
| 2 mai 1813                               | 30 septembre 1830 | Charles Richard de Vesvrotte |           |             |
| années 60                                | années 80         | Pierre Miquelet              |           | Houblonnier |
| -                                        | -                 | -                            |           |             |
| 1989                                     | 2001              | M. Régis Mairet              |           | Agriculteur |
| mars 2001                                | mars 2008         | Gilbert Piat                 |           |             |
| mars 2008                                | 2014              | Jean-Claude Gauchet          |           |             |
| mars 2014                                | en cours          | Laurent Boisserolles         |           |             |
| Les données manquantes sont à compléter. |                   |                              |           |             |

### Jumelages
Jumelée à Saulheim en Allemagne.

## Démographie
L'évolution du nombre d'habitants est connue à travers les recensements de la population effectués dans la commune depuis 1793. Pour les communes de moins de 10 000 habitants, une enquête de recensement portant sur toute la population est réalisée tous les cinq ans, les populations de référence des années intermédiaires étant quant à elles estimées par interpolation ou extrapolation. Pour la commune, le premier recensement exhaustif entrant dans le cadre du nouveau dispositif a été réalisé en 2006.

En 2022, la commune comptait 907 habitants, en évolution de +6,83 % par rapport à 2016 (Côte-d'Or : +0,82 %, France hors Mayotte : +2,11 %).
| 1793 | 1800 | 1806 | 1821 | 1831 | 1836 | 1841 | 1846 | 1851 |
| ---- | ---- | ---- | ---- | ---- | ---- | ---- | ---- | ---- |
| 638  | 710  | 713  | 642  | 637  | 706  | 723  | 817  | 775  |

| 1856 | 1861 | 1866 | 1872 | 1876 | 1881 | 1886 | 1891 | 1896 |
| ---- | ---- | ---- | ---- | ---- | ---- | ---- | ---- | ---- |
| 790  | 807  | 825  | 763  | 790  | 771  | 791  | 771  | 755  |

| 1901 | 1906 | 1911 | 1921 | 1926 | 1931 | 1936 | 1946 | 1954 |
| ---- | ---- | ---- | ---- | ---- | ---- | ---- | ---- | ---- |
| 726  | 683  | 647  | 589  | 565  | 530  | 555  | 537  | 525  |

| 1962 | 1968 | 1975 | 1982 | 1990 | 1999 | 2006 | 2011 | 2016 |
| ---- | ---- | ---- | ---- | ---- | ---- | ---- | ---- | ---- |
| 520  | 502  | 539  | 552  | 539  | 620  | 775  | 799  | 849  |

| 2021 | 2022 | - | - | - | - | - | - | - |
| ---- | ---- | - | - | - | - | - | - | - |
| 896  | 907  | - | - | - | - | - | - | - |

Structure de la population : hommes	48,9 % - femmes	51,1 %.
Pyramide des âges :
plus de 75 ans	6,6 % ;
60 - 74 ans	13,2 % ;
40 - 59 ans	26,6 % ;
20 - 39 ans	26,6 % ;
0 - 19 ans	26,9 %.

## Culture locale et patrimoine

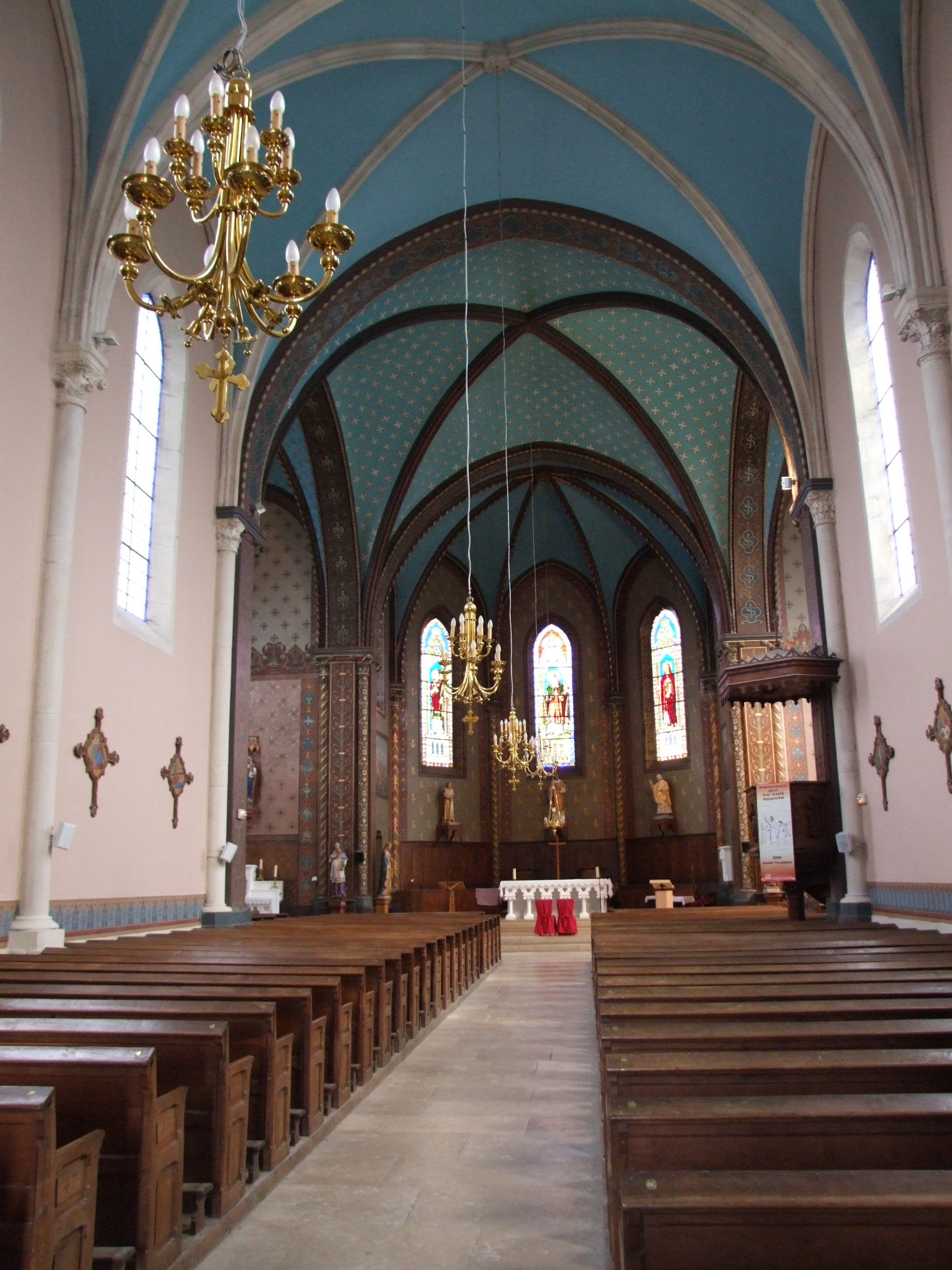
Intérieur de l'église Saint-Laurent.

### Lieux et monuments
- Église Saint-Laurent (bénitiers XIIIe et XIVe).
- Château de Beire-le-Châtel (XIIIe siècle ; XVe siècle ; XVIIe siècle ; XIXe siècle) inscription par arrêté du 9 novembre 1977 pour façades et toitures des deux pavillons d'entrée, de la partie est du corps de bâtiment principal et de la tour-chapelle.
- Statue de Victor Noël, qui importa la culture du houblon.
- Au nord-ouest du chef-lieu, la maison forte de La Chaume, ancien château du XVIe, a gardé ses douves en eau.
- À l'est du chef-lieu, au hameau de Vesvrotte, une fontaine XVIIe et le château de Vesvrotte.

### Personnalités liées à la commune
- Guy de Salvaing de Boissieu, né à Beire en 1871, officier et homme politique français.
- Victor Noël a introduit le houblon en Bourgogne[18]. Le houblon eut un essor considérable dans les années 1870. En 1904 sont exploités 70 hectares à Beire-le-Chatel, 51 à Bèze, 43 à Tanay, 37 à Mirebeau.

### Héraldique
| Blason | Blasonnement : De gueules à une étoile à six rais d'or, les pointes mouvant des bords de l'écu. |